# 皮亚诺存在性定理
在数学中, 特别是在常微分方程的研究中，皮亚诺存在定理（又称为皮亚诺定理、柯西-皮亚诺定理）是以数学家朱塞佩·皮亚诺的名字命名的一个定理。这个定理是常微分方程研究中的基本定理之一，保证了微分方程在一定的初始条件下的解的存在性。

## 历史
这个定理最早由数学家朱塞佩·皮亚诺在1886年发表，但是他给出的证明是错误的。1890年他又发表了一个正确的运用逐次逼近法的证明。

## 定理
设 D 为R × R 的一个开子集，以及一个连续函数：
{\displaystyle f\colon D\to \mathbb {R} }
皮亚诺存在定理：定义在 D 上的一个一阶线性常微分方程（其中 {\displaystyle (x_{0},y_{0})\in D}）
{\displaystyle f\left(x,y(x)\right)=y'(x)}
{\displaystyle y\left(x_{0}\right)=y_{0}}
必然有局部解。也就是说，必定存在一个关于 {\displaystyle x_{0}} 的邻域 I，以及一个函数：
{\displaystyle z\colon I\to \mathbb {R} }
满足{\displaystyle \forall x\in I,\ \ f\left(x,z(x)\right)=z'(x)}。

## 相关定理
皮亚诺存在定理可以和另外一个存在性定理：皮卡-林德洛夫定理作比较。相比起皮亚诺存在定理，皮卡-林德洛夫定理对函数 {\displaystyle f} 的要求更严格，但结论也更强。皮卡-林德洛夫定理要求函数 {\displaystyle f} 局部地满足利普希茨条件，也就是说在任意一点 x 的附近，都有一个常数 {\displaystyle K_{x}} 和一个邻域 {\displaystyle I_{x}}，使得对于{\displaystyle I_{x}}中任意的{\displaystyle a}、{\displaystyle b}两点，都有：
{\displaystyle |f(a)-f(b)|\leq K_{x}|a-b|}。
这个要求比单纯的连续性要高，但是得出的结论也更强了：皮卡-林德洛夫定理说明，在满足上述要求时，微分方程的局部解不仅存在而且是唯一的。

### 例子
设{\displaystyle T>0}为一个常数，考虑函数
{\displaystyle h'=\left\vert h\right\vert ^{\frac {1}{2}},\ \ \ y(T)=0}，其定义域设为 {\displaystyle \left[0,T\right]}。
根据皮亚诺存在定理，由于函数{\displaystyle f:x\to \left\vert x\right\vert ^{\frac {1}{2}}}在{\displaystyle \left[0,T\right]}上连续，微分方程有解。但由于 {\displaystyle f} 在0处的导数为正无穷，{\displaystyle f} 在{\displaystyle \left[0,1\right]}上不满足利普希茨条件，于是解不一定是唯一的。事实上：对于任意的{\displaystyle 0<t_{0}<T}，定义为：当{\displaystyle t\leq t_{0}} 时 {\displaystyle h(t)=(t-t_{0})^{2}/4}，当 {\displaystyle t_{0}\leq t\leq T} 时 {\displaystyle y=0}的函数 {\displaystyle h} 都是微分方程的解，也就是说解有无穷多个。这个反例来源于一个物理模型：假设有一个漏水的容器，其水面高度（函数{\displaystyle h}）和时间的关系由以上的微分方程定义的话，那么由于事实上可以观测到漏水的过程，所以方程一定有解。但如果只知道容器在漏完水后的某个时刻的状态（{\displaystyle y(T)=0}）的话，是无法倒过来推测原来的水位有多高的（也就是说没有唯一解）。